# Aäron (beeld)
Aäron is een plastiek in terracotta van Aäron, de broer van Mozes, gemaakt door Jacques Bergé, een 18e-eeuwse Vlaamse beeldhouwer. Dit beeld werd vervaardigd tussen 1696 en 1756 en bevindt zich in het Koninklijk Museum voor Schone Kunsten Antwerpen. Het maakte deel uit van de privécollectie van Charles Van Herck.

## Iconografie
Aäron, de eerste hogepriester draagt drie liturgische gewaden, zoals die nog steeds worden gedragen door bisschoppen. Het schild op zijn borst met twaalf stenen symboliseren de stammen van Israël. Zijn attribuut, een wierookvat, is niet te zien in het beeld. Het was zijn teken van goddelijke dienst volgens de Oude Wet.

## Achtergrond
Dit beeld was het model voor het witgeschilderd houten beeld dat zich in het priesterkoor van de abdij van Heverlee bevindt, links van de troon van de abt. Een plastiek van Melchisedek, ook van de hand van Bergé, is als pendant aan de epistelkant opgesteld. Tussen de terracotta dat als voorbeeld diende, en het houten beeld, zijn er weinig verschillen. Het houten beeld toont Melchisedek met een iets hoger gerichte blik.

## Geschiedenis
Het werk kwam in 1909 terecht in de privéverzameling van Charles Van Herck (inventarisnummer: CVH 11(A1)). In 1997 werd het werk verworven door het Erfgoedfonds van de Koning Boudewijnstichting. Samen met andere werken uit de collectie Van Herck is het beeld in bruikleen toevertrouwd aan het KMSKA waar het tentoongesteld wordt. 